# Diocèse de Sindhudurg
Le diocèse de Sindhudurg (Dioecesis Sindhudurgiensis) en Inde été créé le 5 juillet 2005, par séparation du diocèse de Poona. Il est diocèse suffragant de l'archidiocèse de Bombay jusqu'au 25 novembre 2006, lorsque le pape Benoît XVI le transfère dans la nouvelle province métropolitaine de Goa et Daman. L'église paroissiale de Sawantwadi, dédiée à Notre-Dame des Miracles, est la cathédrale du diocèse. 
Le diocèse couvre une superficie de 21 099 km² dans l'État du Maharashtra, comprenant les districts de Sindhudurg, Ratnagiri et Kolhapur à l'exception de la paroisse Saint-Francois-Xavier de Kolhapur. Les diocèses voisins sont l'archidiocèse de Goa et Daman au sud, le diocèse de Belgaum au sud-est, le diocèse de Poona à l'est et au nord l'archidiocèse de Bombay. 
La population totale du diocèse est de 5 365 706 personnes, dont 29 794 catholiques. Le diocèse est divisé en 19 paroisses. 
Mgr Alwyn Barreto est le premier évêque du diocèse; il a toujours été au service de ce diocèse. Il est originaire d'une famille aristocratique de Velsao Goa anoblie par le roi du Portugal lors la domination portugaise. Il quitte cette fonction en 2024.